# 高赞元联合县
高赞元联合县，中国旧县名。
冀中解放区设。1945年由河北省高邑、赞皇、元氏三县析置。以三县首字为名。1946年划归太行解放区。1949年撤销，仍归各县。 